# Мю
Вижте пояснителната страница за други значения на M.
Мю (старогр.) или Ми (гр.) (главна буква Μ, малка буква μ) е дванадесетата буква от гръцката азбука. В гръцката бройна система с тази буква се означава 40.
Ми произлиза от египетския йероглиф за вода, който е бил опростен във финикийската азбука. Името на буквата идва от египетската дума за вода мем.
Малката буква μ се използва като символ за:
- Средна стойност в статистиката.
- Представката микро- в международната система за единици, означаваща 10-6
- Магнитна проницаемост в електрмагнетизма
- Елементарната частица мюон в ядрената физика